# Hélder de Souza Martins
Hélder de Souza Martins   (Regne de Portugal, 28 de novembre de 1901 - 2 de febrer de 1957) va ser un militar i genet portuguès que va competir durant el segon quart del segle xx.
Va prendre part en tres edicions dels Jocs Olímpics. El 1924, als Jocs de París, va disputar dues proves del programa d'hípica. En el concurs de salts d'obstacles per equips, formant equip amb António Borges i José Mouzinho, guanyà la medalla de bronze, mentre en el concurs de salts d'obstacles individual fou dotzè, sempre amb el cavall Avro. Quatre anys més tard, als Jocs d'Amsterdam, fou quart en el concurs de salts d'obstacles per equips i setzè en concurs de salts d'obstacles individual, novament amb el cavall Avro. La tercera i darrera participació en uns Jocs fou el 1948, a Londres, on no finalitzà cap de les dues proves que disputà.